# Foreign Affairs (álbum)
Foreign Affairs es el quinto álbum de estudio del músico estadounidense Tom Waits, publicado por Elektra Records en 1977.
Bones Howe, el productor de Foreign Affairs, dijo sobre el concepto original del álbum y el enfoque de la producción: Waits me habló sobre hacer este material. Dijo que iba a hacer primero los demos, y después me dejaría escucharlos. Luego me decía lo que deberían llegar a ser. Escuché el material y dije que era como una película en blanco y negro. De ahí salió la portada, la idea de que iba a ser como una película en blanco y negro". El álbum incluye a Bette Midler cantando a dúo con Waits en "I Never Talk to Strangers".

## Portada
Retratada junto a Waits en la portada está una mujer llamada Marchiela, que trabajó en la oficina de The Troubadour en Los Ángeles. Según Howe: "Para la portada Waits quería transmitir el estado de ánimo de la mayoría de las canciones. El retratista veterano George Hurrell fue contratado para fotografiar a Waits, tanto solo como con una mujer sombreada, cuyo anillo con incrustaciones en la mano derecha sujeta un pasaporte en el pecho de Waits.

## Lista de canciones
Todos los temas compuestos por Tom Waits, excepto donde se anota.

### Cara A
| N.º | Título                                        | Escritor(es)                                     | Duración |  |
| 1.  | «Cinny's Waltz» (Instrumental)                |                                                  | 2:17     |  |
| 2.  | «Muriel»                                      |                                                  | 3:33     |  |
| 3.  | «I Never Talk to Strangers»                   |                                                  | 3:38     |  |
| 4.  | «Medley: Jack & Neal/California, Here I Come» | Waits / Joseph Meyer, Al Jolson y Buddy De Sylva | 5:01     |  |
| 5.  | «A Sight for Sore Eyes»                       |                                                  | 4:40     |  |

### Cara B
| N.º | Título           | Escritor(es)        | Duración |  |
| 1.  | «Potter's Field» | Waits / Bob Alcivar | 8:40     |  |
| 2.  | «Burma-Shave»    |                     | 6:34     |  |
| 3.  | «Barber Shop»    |                     | 3:54     |  |
| 4.  | «Foreign Affair» |                     | 3:46     |  |

## Personal
- Gene Cipriano: clarinete "Potter's Field"
- Jim Hughart: bajo
- Shelly Manne: batería
- Bette Midler: voz en "I Never Talk to Strangers"
- Jack Sheldon: trompeta
- Frank Vicari: saxofón tenor
- Tom Waits: piano y voz